# Pterolophia krishna
Pterolophia krishna là một loài bọ cánh cứng trong họ Cerambycidae.